# Olejek kardamonowy

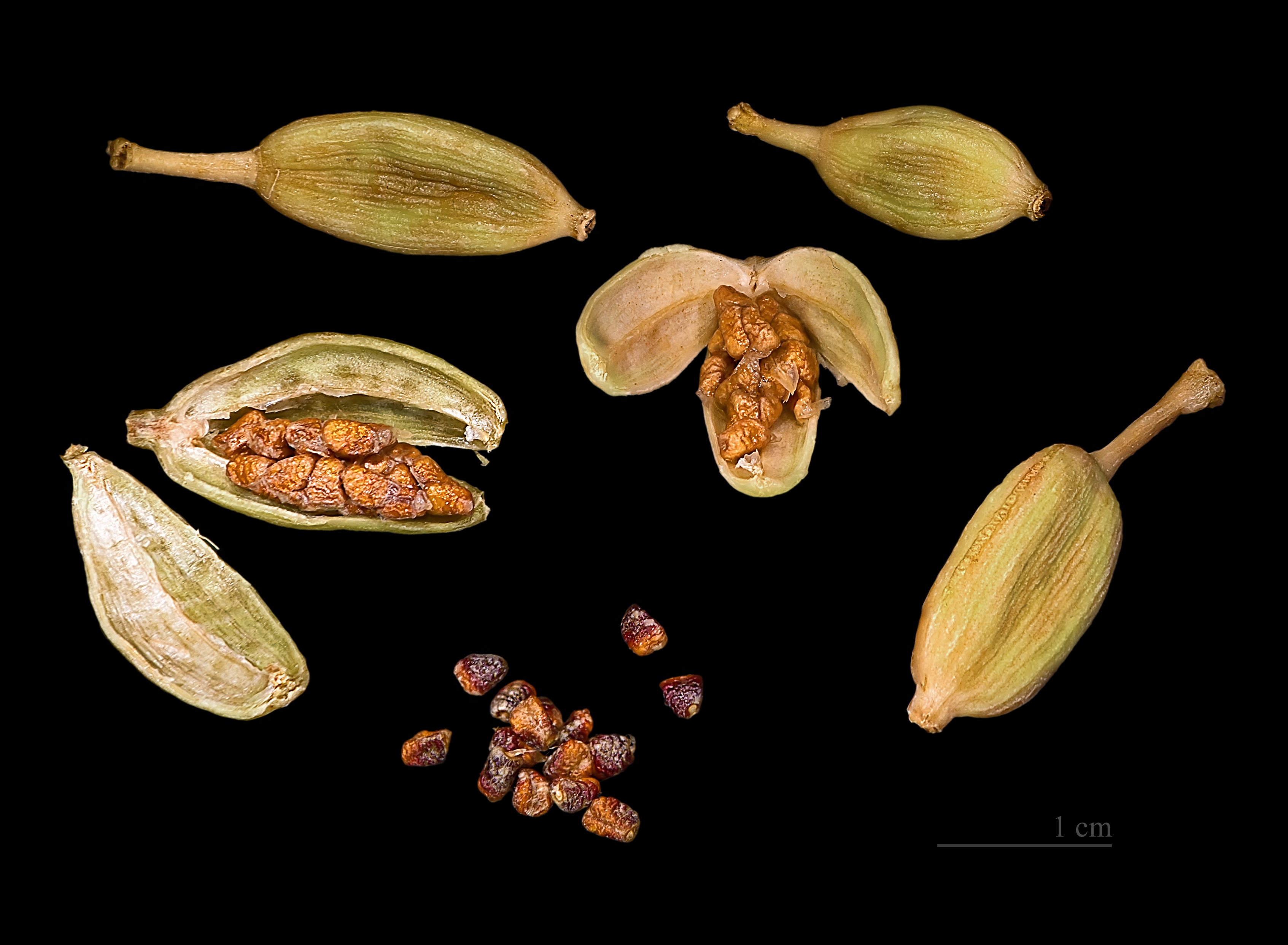
Nasiona kardamonu malabarskiego

Olejek kardamonowy – wyciąg z nasion kardamonu o właściwościach antyseptycznych i rozkurczowych. Stosowany jako przyprawa oraz afrodyzjak. Szeroko stosowany w aromaterapii, przemyśle perfumeryjnym, do aromatycznych masaży i kąpieli. Działa pobudzająco i głęboko nawilża.